# Eurypteryx obiana
Eurypteryx obiana är en fjärilsart som beskrevs av Huwe 1906. Eurypteryx obiana ingår i släktet Eurypteryx och familjen svärmare. Inga underarter finns listade i Catalogue of Life.